# Mario & Yoshi
Mario & Yoshi, noto in Giappone come Yoshi no tamago (ヨッシーのたまご?, Yosshī no Tamago) e in Nord America come Yoshi, è un videogioco rompicapo sviluppato da Game Freak e pubblicato da Nintendo nel 1991 per Nintendo Entertainment System e Game Boy. Il protagonista del gioco è Yoshi, personaggio del franchise di Mario introdotto l'anno precedente in Super Mario World. Del videogioco sono state effettuate conversioni per Nintendo 3DS, Wii, Wii U e Nintendo Switch

## Modalità di gioco
Il gioco offre due modalità di gioco:
- A TYPE: Muovi Mario e ruota i piatti mentre i nemici cadono cercando di far cadere un nemico su uno dello stesso tipo per farli scomparire entrambi con lo scopo di ottenere il maggior numero di punti.
- B TYPE: Come l'A TYPE ma il gioco inizia con una fila di mostri; quando si sarà riusciti a liberare lo schermo, si sarà finito il livello.

Ci sono cinque gradi di difficoltà e prima di avviare il livello è possibile selezionare tre diverse musiche di sottofondo: fungo, fiore o stella.
Tra i mostri che scendono ci potranno essere dei gusci rotti di uova Yoshi (uno superiore ed uno inferiore). Mettendo la parte superiore su quella inferiore si uniranno in un uovo intero che schiudendosi darà vita ad uno Yoshi in modo da alzare il punteggio.

## Accoglienza
| Testata       | Versione        | Giudizio |
| ------------- | --------------- | -------- |
| AllGame       | -               | 2,5/5    |
| GameSpot      | Virtual Console | 5/10     |
| IGN           | Virtual Console | 5/10     |
| N-Force       | -               | 4/5      |
| Nintendo Life | -               | 4/10     |

Mario & Yoshi ha ricevuto recensioni nella media, con critiche comuni rivolte al suo gameplay ripetitivo e alla dipendenza dalla fortuna, il che portava a una breve rigiocabilità. Brett Alan Weiss di Allgame ha definito Mario & Yoshi un "gioco sorprendentemente noioso", sottolineando che mentre i controlli del gioco sono unici, "la novità svanisce dopo un po'".
Anche le recensioni sulla versione per Virtual Console di Mario & Yoshi su Wii nel 2007 sono state contrastanti. Frank Thomas di IGN ha considerato il gameplay "lento" e i controlli "ingombranti" e ha concluso che il gioco è un "enigma per principianti, con poco fascino per i giocatori esperti". Frank Provo di GameSpot, pur complimentandosi sia con la grafica che con la musica del gioco, ha affermato che il gameplay non richiedeva molta strategia, fornendo così poche ragioni per giocare più di pochi minuti. Nintendo Life ha ritenuto che Mario & Yoshi fosse "privo di ispirazione", valutando il gioco 4 su 10.
Diversi siti web che trattano le recenti versioni di Virtual Console hanno consigliato ai giocatori di astenersi dall'acquistare Mario & Yoshi. Nintendo World Report ha affermato che "c'è troppa casualità nel gioco per renderlo soddisfacente", e Joystiq ha anche dichiarato che "mentre [il gameplay è] certamente un modo piuttosto interessante per trascorrere un pomeriggio, sembra comunque una fregatura." Jeremy Parish di 1UP.com ha sentenziato che il gameplay in Mario & Yoshi "non era sufficiente a giustificare il prezzo richiesto [di 500 punti]",  anche se in seguito ha affermato che, rispetto al "banale" Yoshi's Cookie, Mario & Yoshi era "decente e in realtà aveva qualche relazione con la serie di Mario".
La rivista di giochi Europress N-Force ha dichiarato in un'anteprima del gioco nel numero di settembre 1992 che "fondamentalmente [il gioco] è fantastico. Il divertimento di Tetris, ma con colori ed effetti sonori. , forse più difficile - decisamente altrettanto avvincente." Successivamente ha valutato il gioco 4 su 5 nella Guida all'acquisto per il numero di gennaio 1993, riassumendo che "Mario & Yoshi è molto divertente. Il gameplay non è una novità - Tetris di nuovo! La grafica è una delizia. Molto divertente - a piccole dosi."
Mario & Yoshi ha venduto 500000 copie in Giappone nel suo primo giorno di vendita.